# Dorfkirche Dittersbach (Dürrröhrsdorf-Dittersbach)

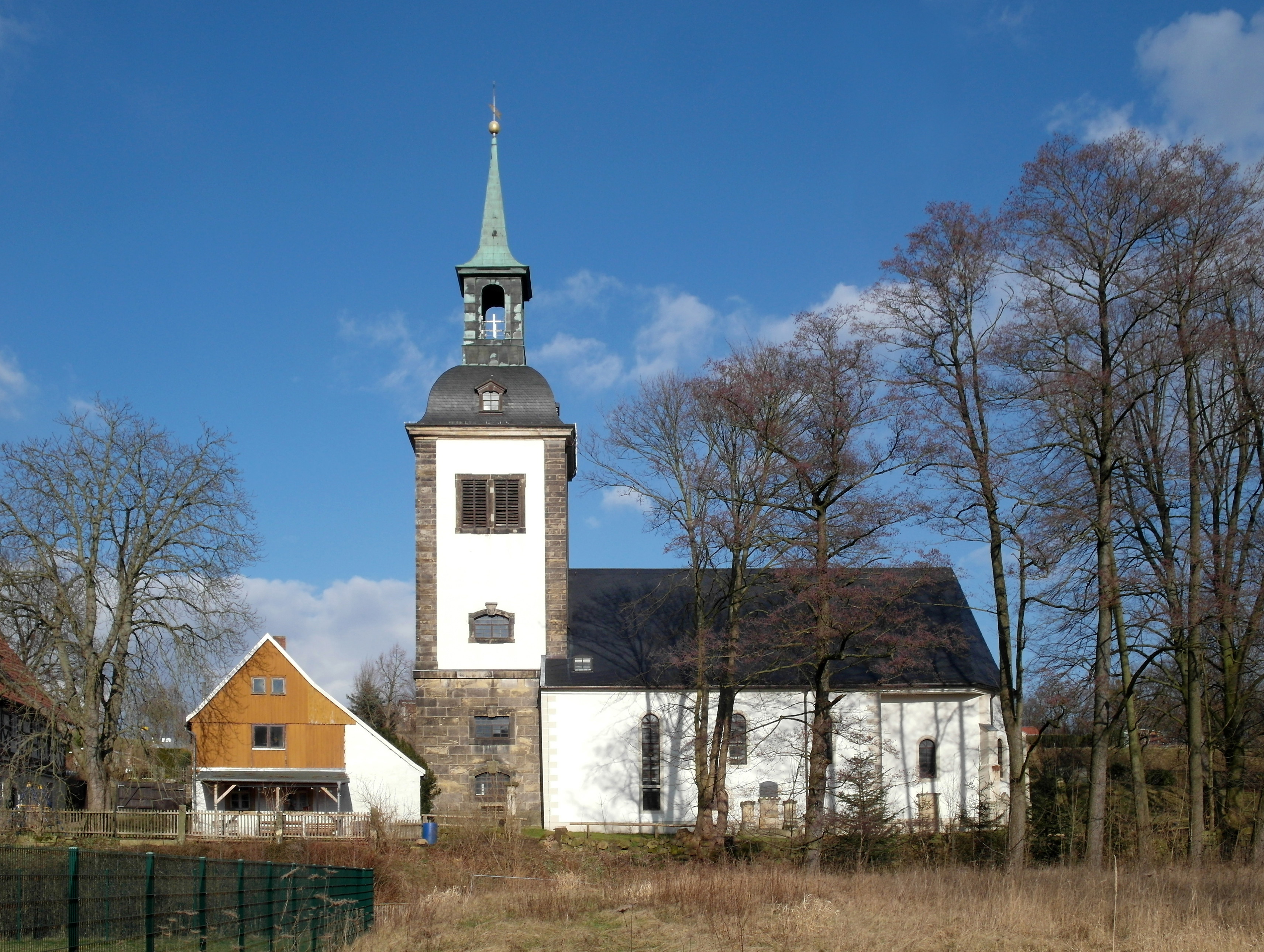
Dorfkirche Dittersbach

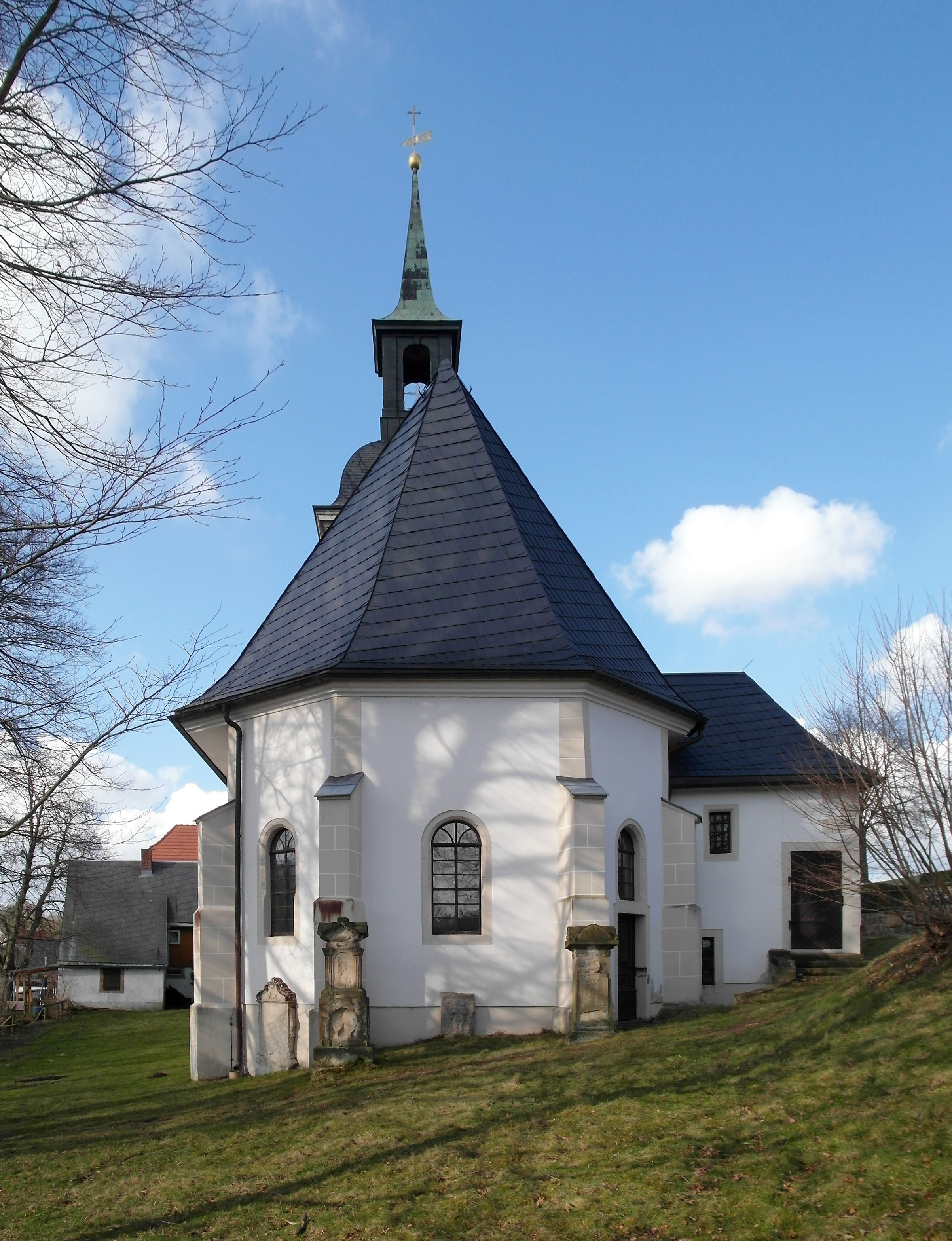
Ansicht von Osten

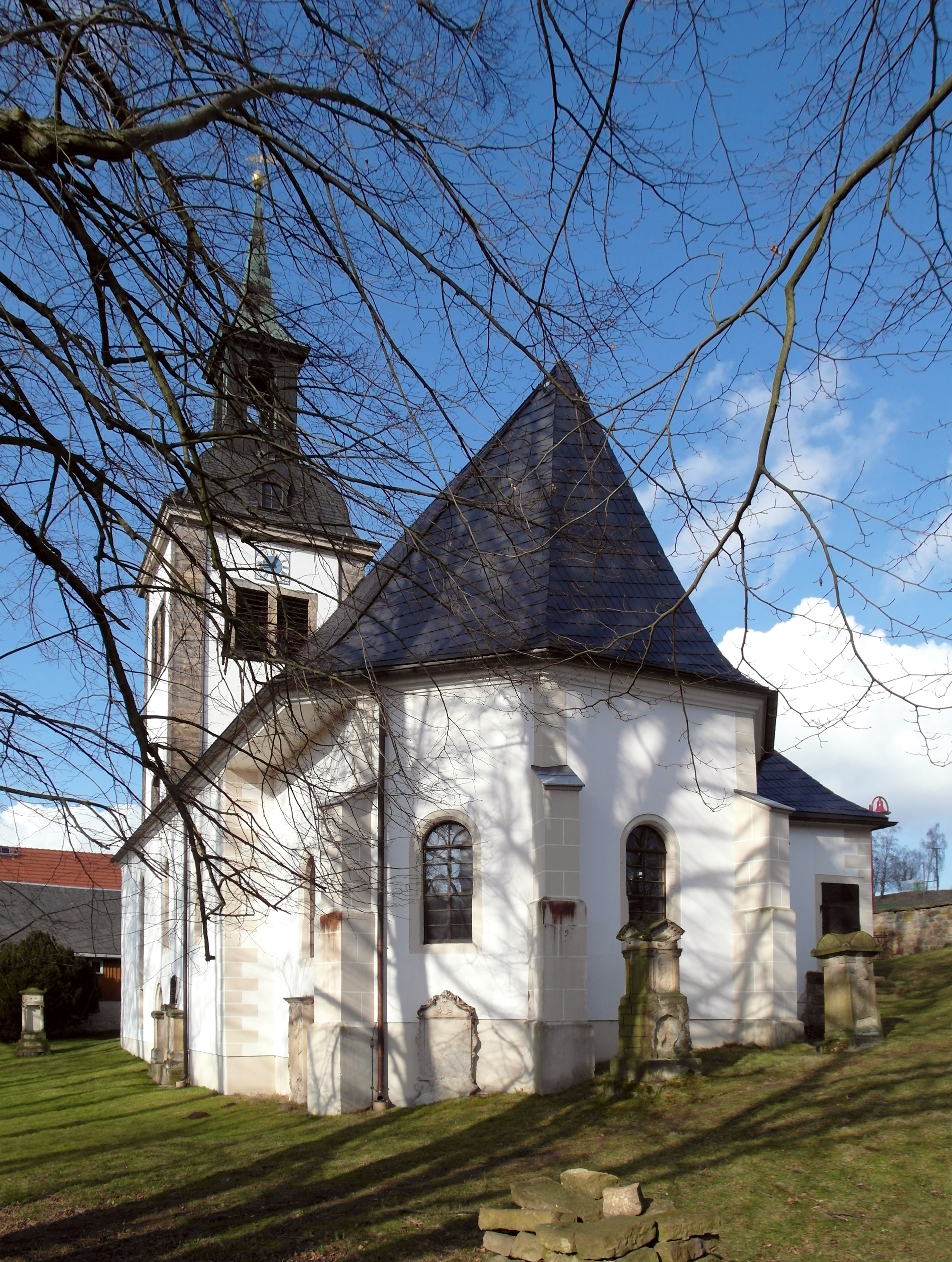
Ansicht von Südosten

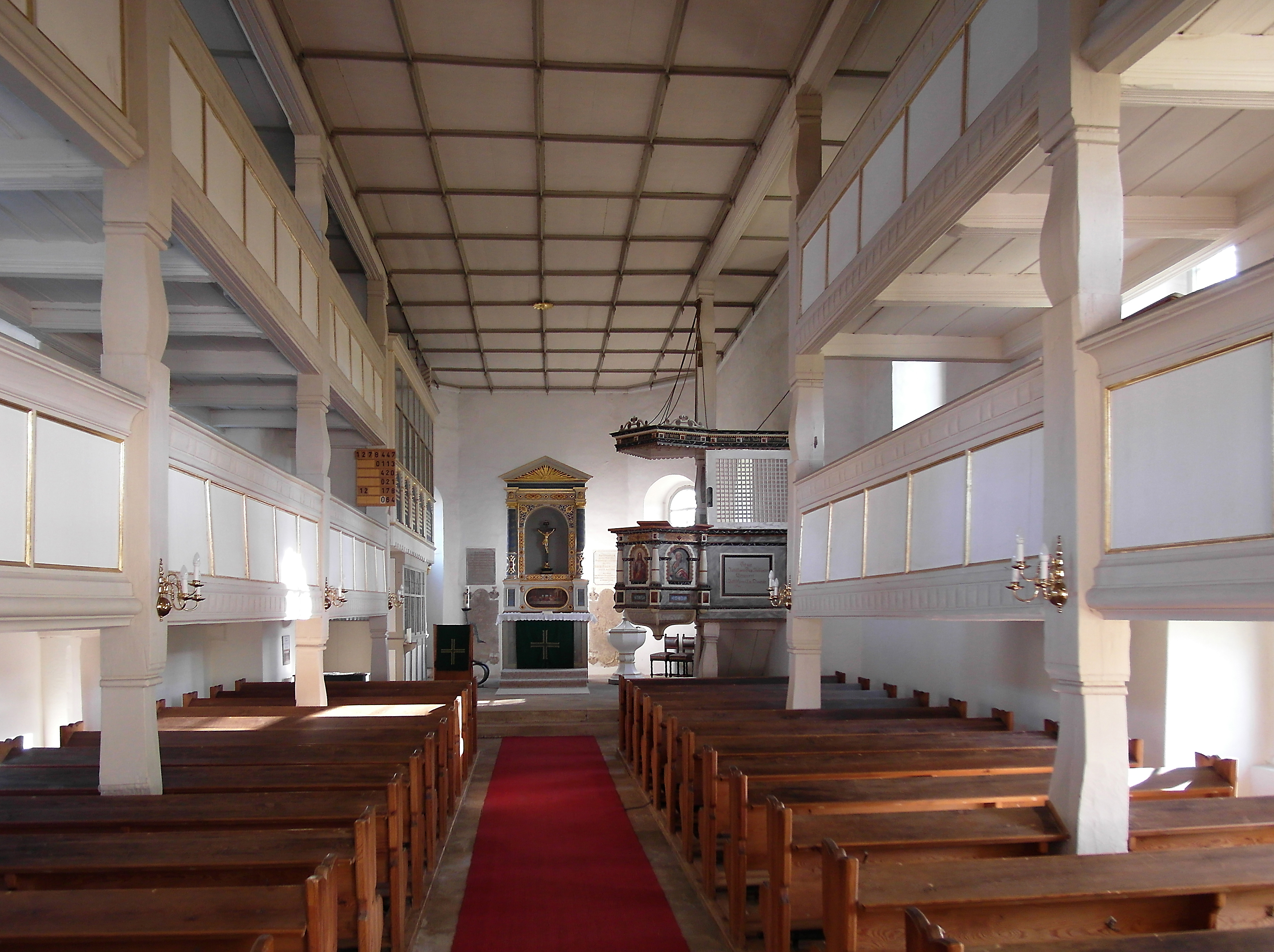
Innenansicht

Die evangelische Dorfkirche Dittersbach ist eine barocke Saalkirche im Ortsteil Dittersbach von Dürrröhrsdorf-Dittersbach im Landkreis Sächsische Schweiz-Osterzgebirge in Sachsen. Sie gehört zur Kirchengemeinde Dittersbach im Kirchspiel Dittersbach-Eschdorf im Kirchenbezirk Pirna der Evangelisch-Lutherischen Landeskirche Sachsens und ist vor allem für ihre gut erhaltene Orgel von Gottfried Silbermann bekannt.

## Geschichte und Architektur
Die Saalkirche wurde nach einem Brand 1662 als verputzter Bruchsteinbau mit Korbbogenfenstern wiederaufgebaut. Am 15. Mai 1721 wurde der Grundstein für einen Turm gelegt, der im darauffolgenden Jahr fertiggestellt wurde, wobei das Kirchenschiff in den Turm hinein verlängert wurde. Der von Strebepfeilern umgebene Chor endet in einem Dreiachtelschluss. Das flachgedeckte Innere ist mit doppelgeschossigen Emporen an der Nord- und Südseite und einer eingeschossigen Empore an der Westseite ausgestattet.
Im Jahr 1849 wurde die Kirche innen neu gefasst. Weitere Erneuerungen fanden in den Jahren 1953 und 1974, 1978, 1980 und 1986 statt. Eine grundlegende Innensanierung wurde 1992 und eine Außensanierung 2006 vorgenommen.

## Ausstattung
Zur Ausstattung gehören ein schlichter klassizistischer Altar von 1843, eine Kanzel mit gemalten Darstellungen von Petrus, Christus und Paulus am Korb aus der Mitte des 17. Jahrhunderts und eine Taufe aus dem Jahr 1859, sämtlich aus Holz.
Verschiedene Grabmale derer von Kiesewetter sind weiter zu erwähnen. In der Patronatsloge an der Nordseite steht ein figürlicher Grabstein für Christian von Kiesewetter († 1643), hinter dem Altar für Otto von Kiesewetter († 1647) und Christoph von Kiesewetter († 1742). Am selben Ort sind zwei geschnitzte Wappen derer von Kiesewetter aus dem Jahr 1662 erhalten. Im Turm sind drei einfache Gemälde mit einer Darstellung von Susanne Maria von Kiesewetter († 1647), einem Bildnis eines Pfarrers aus der Mitte des 17. Jahrhunderts und der Darstellung des Noli me tangere aus dem 18. Jahrhundert zu finden.

### Orgel

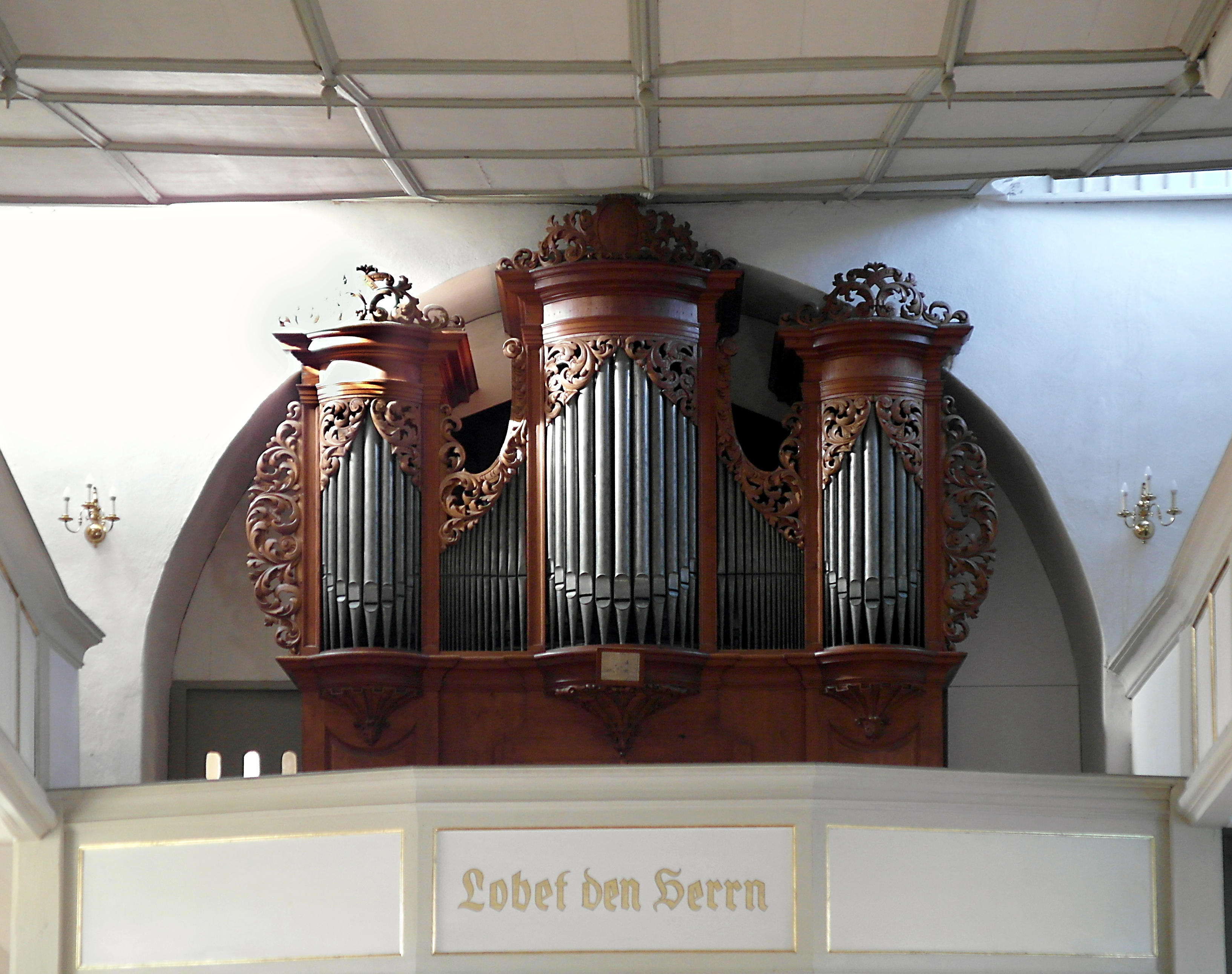
Silbermann-Orgel in Dittersbach

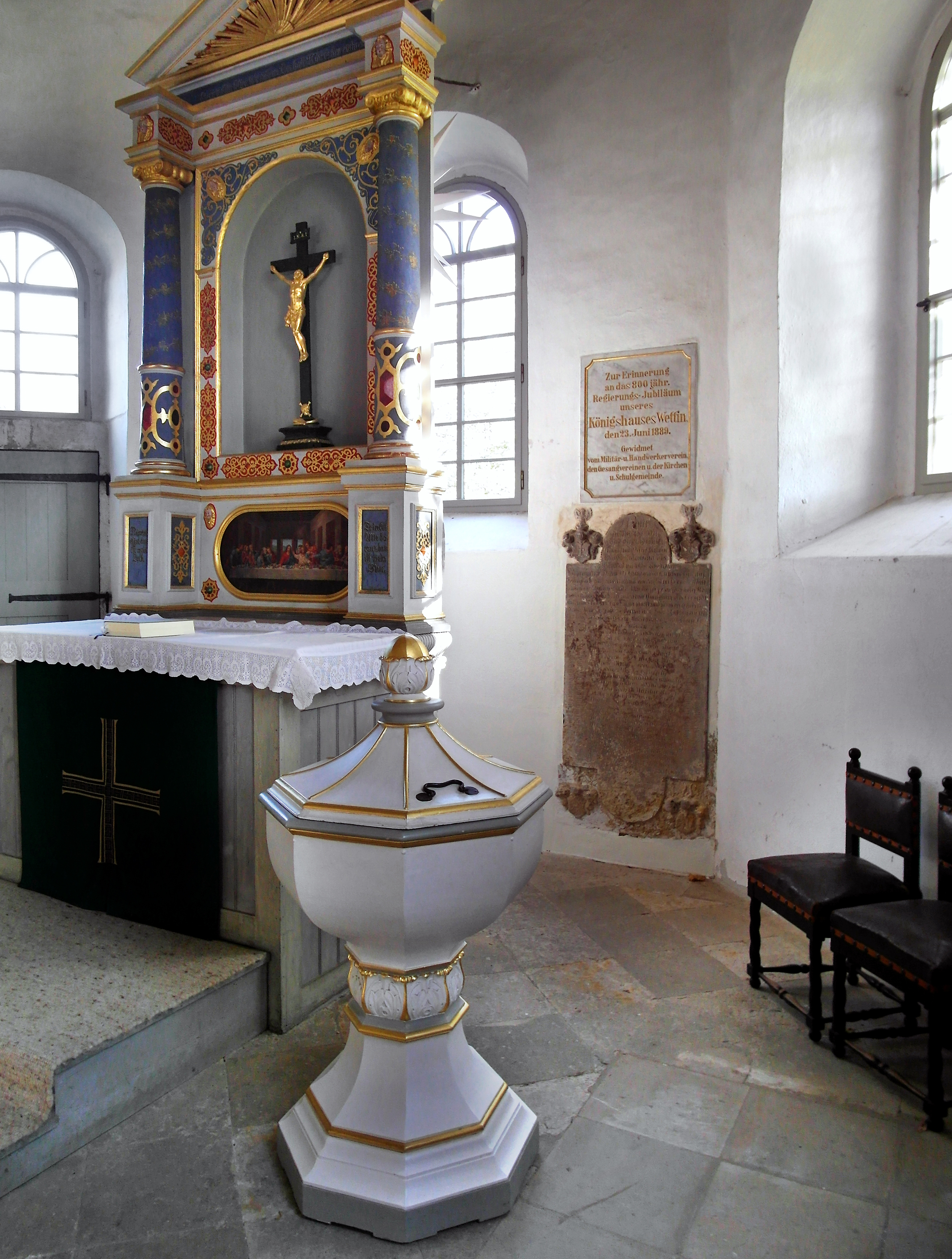
Altar und Taufe

Die Orgel ist ein Werk von Gottfried Silbermann aus dem Jahr 1726 mit einem ungefassten, wohlgestalteten Prospekt und mit 14 Registern auf einem Manual und Pedal. Die Orgel wurde 1893 durch Eduard Berger durch Versetzen des Pfeifenwerks tiefer gestimmt. Im Jahr 1926 tauschte Hermann Eule die Tertia 1 3⁄5′ gegen eine Aeoline 8′ aus. Im Jahr 1952 stellte dieselbe Firma die Originaldisposition wieder her. Im Jahr 1993 wurde die Umstellung des Pfeifenwerks wieder rückgängig gemacht und die Orgel wieder im Chorton eingestimmt. Die Disposition lautet:
| Manual CD–c3 |        |
| Principal    | 8′     |
| Gedackt      | 8′     |
| Qvinta dena  | 8′     |
| Octava       | 4′     |
| Rohr-Flöte   | 4′     |
| Qvinta       | 3′     |
| Nassat       | 3′     |
| Octava       | 2′     |
| Tertia       | 1 3⁄5′ |
| Qvinta       | 1 ⁄2′  |
| Sifflöt      | 1′     |
| Mixtur III   |        |

| Pedal CD–c1  |     |
| Sub Baß      | 16′ |
| Posaunen Baß | 16′ |

- Nebenregister: Tremulant

Anmerkungen
- Tonhöhe: gegenwärtig a1 = 467 Hz
- Stimmung: gleichstufig
- Winddruck: 74 mmWS

### Glocken
Der Dresdner Stück- und Glockengießer Andreas Herold goss 1660 eine kleine und mittlere Glocke. Johann Gottfried Weinhold goss 1742 in Dresden eine große Glocke, sie erhielt 1845 einen Sprung. Das Geläut wurde im November 1856 abgenommen und zugunsten neuer Glocken zerschlagen und bei Friedrich Gruhl in Kleinwelka eingeschmolzen. Der Transport des neuen Geläuts brach am 21. Dezember in Kleinwelka auf, es läutete am Heiligabend die Weihnacht ein. Die kleine Glocke wurde 1917 für Kriegszwecke eingeschmolzen. Sie wurde 1968 durch eine neue Glocke aus der Glockengießerei Schilling, Apolda, ersetzt.

### Geläut
Das jetzige Geläut besteht aus drei Bronzeglocken, der Glockenstuhl ist aus Stahl. die Glockenjoche aus Stahlguss.
Im Folgenden eine Datenübersicht des Geläutes:
| Nr. | Gussdatum | Gießer                       | Material | Durchmesser | Masse   | Schlagton |
| --- | --------- | ---------------------------- | -------- | ----------- | ------- | --------- |
| 1   | 1856      | Glockengießerei E.F. Gruhl   | Bronze   | 1247 mm     | 1028 kg | es′       |
| 2   | 1856      | Glockengießerei E.F. Gruhl   | Bronze   | 993 mm      | 513 kg  | g′        |
| 3   | 1968      | Glockengießerei S. Schilling | Bronze   | 873 mm      | 430 kg  | b′        |